# 共享社會經濟路徑
共享社會經濟路徑（英語：Shared Socioeconomic Pathways，簡稱：SSP）是假設全球於未來不同的氣候變化情景之下，直到2100年在社會經濟方面的結果。這些路徑用來推測不同氣候變化調適與緩解政策下導致的溫室氣體排放情景。這種概念已被應用在2021年發表的IPCC第六次評估報告之中。SSP提供一種用於描述社會經濟發展的工具。這類工具是對具相互關聯邏輯的敘事元素做定性描述。在定量元素方面，SSP提供各國人口、都市化和人均國內生產毛額（GDP）等情景的數據。SSP可經由各種綜合評估模型 (IAM) 進行量化，以探索社會經濟和氣候方面的未來可能發展路徑。
SSP包含的五種情景是：
- SSP1："走向綠色之路（Taking the Green Road），達到永續性"
- SSP2："中間路線（Middle of the Road）"
- SSP3：-"崎嶇之路（A Rocky Road），區域對抗"
- SSP4："分裂之路（A Road divided），不平等"
- SSP5："走上高速公路（Taking the Highway），透過化石燃料達成發展"[7]

## SSP的描述

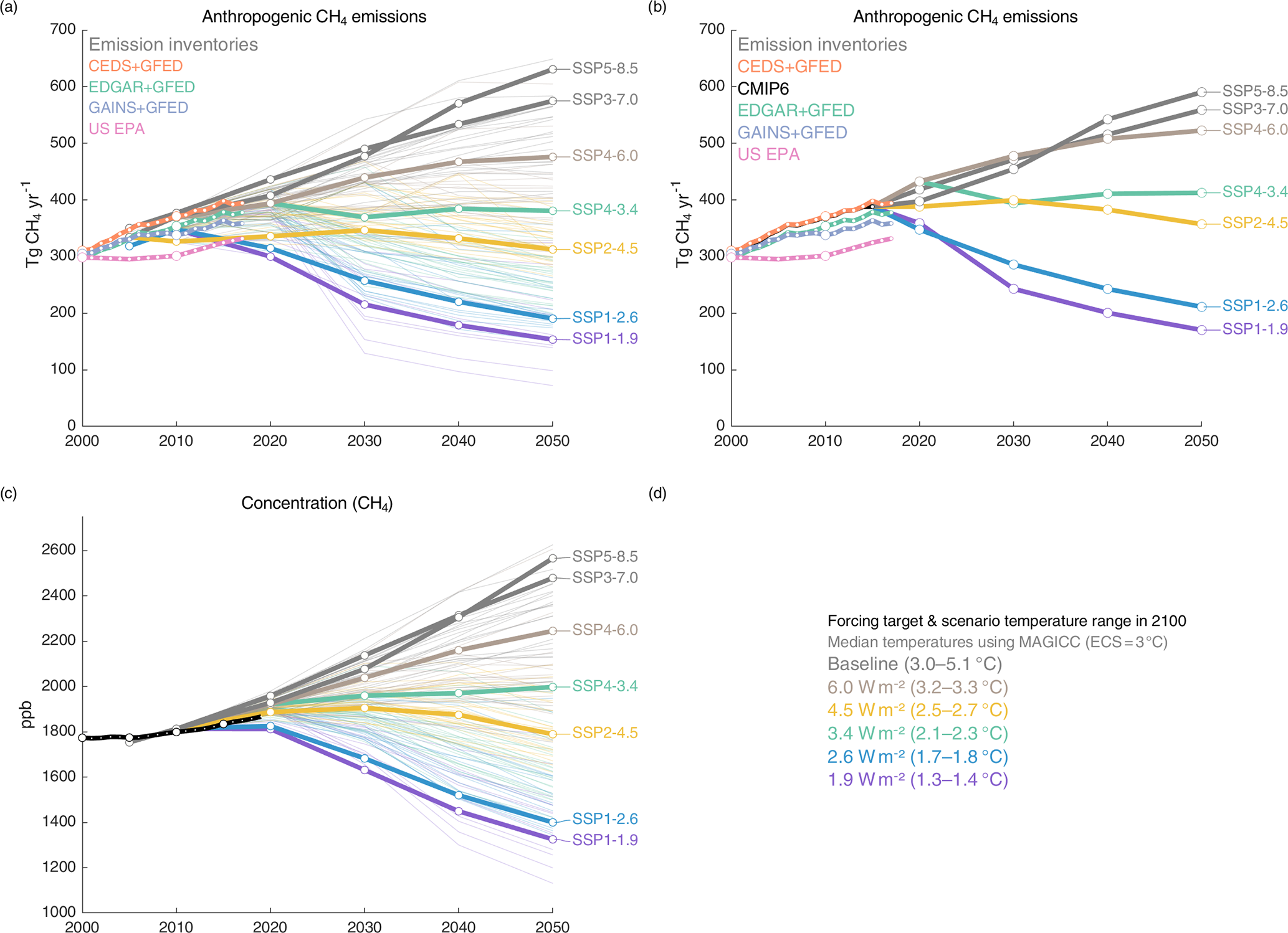
在不同共享社會經濟路徑下的甲烷排放預測。

共享社會經濟路徑於緩解/調適遭遇的挑戰 - SSP1（低）、SSP2（中等）、SSP3（高）、SSP4（調適佔絕大比重）及SSP5（緩解佔絕大比重）。

### SSP1：走向綠色之路，達到永續性
"世界正在逐漸，卻更普遍轉往更為永續的道路，強調尊重環境耐受能力而進行更具包容性的發展。全球眾人的管理緩慢改善，進行教育和衛生投資以加速人口轉型，對經濟成長的重點轉向更加重視人類福祉。在實現發展目標的推動中，國家之間和國家內部的不平等現像有所減少。消費面朝向低物質增長，以及朝較低的資源和能源強度前進。"

### SSP2：中間路線
"世界所走的道路在社會、經濟和技術的趨勢中沒明顯背離過往歷史模式。發展和收入成長方面並不平衡，有些國家取得相對較佳的進展，而有些國家則低於預期。全球和國家機構盡力，但在實現永續發展目標方面進度緩慢。雖然資源強度和能源強度有所改善，且總體上有所下降，環境系統卻在惡化中。全球人口增長溫和，並在本世紀下半葉趨於平穩。收入不平等依然存在或改善緩慢，減少社會和環境變化脆弱性的挑戰仍然存在。"

### SSP3：崎嶇之路，區域對抗
"民族主義復甦、對競爭和安全的擔憂，以及地區衝突促使各國更為專注國內問題，最多只會擴大到關注區域問題。政策隨時間移動而轉變，越來越以國家和地區安全問題為導向。各國注重實現區域內能源安全和糧食安全目標，以犧牲更廣泛的發展為代價。對教育和技術發展的投資下降。經濟發展緩慢，消費採資源密集型，不平等現象持續存在或隨著時間演進而惡化。已開發國家和地區的人口增長緩慢，開發中國家的增長比例較高。國際社會對解決環境問題的重視程度不高，導致一些地區的嚴重環境退化。"

### SSP4：分裂之路，不平等
"於人力資本投資方面的高度不平等，加上經濟機會和政治權力的差距日益擴大，導致國家之間和國家內部的不平等和分層日益加劇。隨著時間演進，國際間互聯的社會（可促進知識和資本發展，也是經濟密集型部門）與勞動密集型的（低技術經濟中的低收入、受教育程度不高群組的分散式組合）之間的差距不斷擴大。社會凝聚力下降，衝突和動亂變得越來越為普遍。在高技術經濟和部門中的技術高速發展。國際間互聯社會的能源部門多元化，既會投資於煤炭和非常規石油等排放密集型燃料，也投資於低碳能源。環境政策專注於中高收入地區的當地問題。"

### SSP5：走上高速公路，透過化石燃料達成發展
"世界越來越相信市場競爭、創新和參與性社會能帶來快速的技術進步和人力資本開發，將此作為可持續發展的道路。全球市場日益整合。在健康、教育和機構方面也有大量投資，以強化人力與社會資本。世界各地在推動經濟社會發展的同時，進行開發豐富的化石燃料資源，以及採取資源和能源密集型生活方式，這些因素導致全球經濟快速發展，全球人口於21世紀內達到高峰後隨之下降。空氣污染等當地環境問題獲得成功管理。人們相信能有效管理社會和生態系統，包括在必要時可採用氣候工程以為解決手段。"

## IPCC第六次評估報告中的SSP氣溫預測
IPCC第六次評估報告根據SSP框架的五種情景提供預測全球氣溫結果。這些情景的名稱由它們所根據的SSP途經 (由SSP1至SSP5) 以及預期2100年輻射強迫的水準（由1.9至8.5瓦/平方米（W/m2））組成。而產生如下所示的情景名稱SSPx-y.z。
| 路徑     | 情景                                                                           | 估計升溫 (2041年–2060年) | 估計升溫 (2081年–2100年) | 非常可能（very likely）升溫範圍（°C） (2081年–2100年) |
| -------- | ------------------------------------------------------------------------------ | ------------------------ | ------------------------ | ----------------------------------------------------- |
| SSP1-1.9 | 非常低溫室氣體排放: 在2050年達到碳中和（淨零排放）                             | 1.6°C                    | 1.4°C                    | 1.0 – 1.8                                             |
| SSP1-2.6 | 低溫室氣體排放: 在2075年達到碳中和                                             | 1.7°C                    | 1.8°C                    | 1.3 – 2.4                                             |
| SSP2-4.5 | 中等溫室氣體排放: 在2050年仍維持目前排放水平，然後逐步降低，在2100年達到碳中和 | 2.0°C                    | 2.7°C                    | 2.1 – 3.5                                             |
| SSP3-7.0 | 高溫室氣體排放: 在2100年二氧化碳排放加倍                                       | 2.1°C                    | 3.6°C                    | 2.8 – 4.6                                             |
| SSP5-8.5 | 非常高溫室氣體排放: 在2075年二氧化碳排放增加兩倍                               | 2.4°C                    | 4.4°C                    | 3.3 – 5.7                                             |

IPCC第六次報告中並無估計不同情景的發生機率，但有份2020年發表的評論將SSP5-8.5描述為高度不可能（highly unlikely），SSP3-7.0不太可能（unlikely），而SSP2-4.5為可能（likely）。
然而有份引用上述評論的報告顯示，RCP8.5情景與2005年至2020年累計排放量有最佳的匹配。

### 資料來源
- Meinshausen, Malte. . Teske, Sven  (编). . Achieving the Paris Climate Agreement Goals: Global and Regional 100% Renewable Energy Scenarios with Non-energy GHG Pathways for +1.5°C and +2°C (Springer International Publishing). 2019: 459–469. ISBN 9783030058432. S2CID 133868222. doi:10.1007/978-3-030-05843-2_12.
- Hausfather, Zeke. . Carbon Brief. 2018-04-19  [2019-09-13]. （原始内容存档于2020-01-07）.

使用名為MAGICC7的簡化氣候模型，預測在5種共享經濟路徑下的地球大氣中二氧化碳濃度，基準點是2014年。所有數值由五種綜合評估模型得到的數字平均而得。

- Riahi et al., The Shared Socioeconomic Pathways and their energy, land use, and greenhouse  gas emissions implications: An overview. Global Environmental Change, 42, 153-168.  doi:10.1016/j.gloenvcha.2016.05.009